# Holtug (plaats)
Holtug is een plaats in de Deense regio Seeland, gemeente Stevns. De plaats telt 268 inwoners (2008).